# ايمانويل سيلا
ايمانويل سيلا (بالإيطالية: Emanuele Sella)‏ مواليد 9 يناير 1981 في فيتشنزا، هو دراج إيطالي في صنف سباق الدراجات على الطريق.

## سجل النتائج

### سباقات أو مراحل فاز بها
- طواف إيطاليا

### المراكز
- حقق المركز الـ 10 في طواف إيطاليا 2005
- حقق المركز الـ 6 في طواف إيطاليا 2008

## روابط خارجية
- ايمانويل سيلا على موقع الاتحاد الدولي للدراجات (الإنجليزية)
- ايمانويل سيلا على موقع أرشيف الدراجات (الإنجليزية)
- ايمانويل سيلا على موقع إحصائيات الدراجات الإحترافية (الإنجليزية)
- ايمانويل سيلا على موقع نسبة الدراجات (الإنجليزية)
- ايمانويل سيلا على موقع CycleBase (الإنجليزية)